# Acehnais (langue)
Ne doit pas être confondu avec Aceh ou Acehnais (peuple).
L’acehnais (Bahsa Acèh), aussi appelé aceh ou achinais, est  une langue austronésienne parlée par le peuple acehnais originaire de la province indonésienne d'Aceh à la pointe nord de l'île de Sumatra.

## Classification
L’acehnais appartient au groupe des langues chamiques, dans le rameau dit « malayo-sumbawien », de la branche malayo-polynésienne occidentale de la famille des langues austronésiennes. 
Cela signifie que la langue d'Aceh est plus proche du cham, parlé au Viêt Nam et au Cambodge, que des autres langues de Sumatra. Certains linguistes y distinguent un substrat austroasiatique, notamment dans le vocabulaire. On peut rapprocher cette hypothèse du fait que les îles Nicobar, dont les langues appartiennent à la branche môn-khmer des langues austroasiatiques, sont situées à peu de distance au nord d'Aceh, et que les langues des populations autochtones de la péninsule de Malacca voisine sont également môn-khmer.

## Phonologie

### Voyelles
|             | Antérieures | Centrales  | Postérieures | Postérieures |
| arr.        | Antérieures | Centrales  | non arr.     |              |
| ----------- | ----------- | ---------- | ------------ | ------------ |
| Fermées     | [i] (i)     |            | [ɯ] (eu)     | [u] (u)      |
| Mi-fermées  | [e] (é)     |            |              | [o] (ô)      |
| Moyennes    |             | [ə] (e, ë) |              |              |
| Mi-ouvertes | [ɛ] (è)     |            | [ʌ] (ö)      | [ɔ] (o)      |
| Ouvertes    | [a] (a)     |            |              |              |

### Consonnes
|               |               | Labiales  | Alvéolaires | Palatales  | Vélaires   | Uvulaires | Glottales |
| ------------- | ------------- | --------- | ----------- | ---------- | ---------- | --------- | --------- |
| Nasales       | Nasales       | [m] (m)   | [n] (n)     | [ ɲ] (ny)  | [ŋ] (ng)   |           |           |
| Prénasalisées | Prénasalisées | [m͡b] (mb) | [n͡d] (nd)   | [ ɲ͡ɟ] (nj) | [ŋ͡ɡ] (ngg) |           |           |
| Occl.         | sourdes       | [p] (p)   | [t] (t)     | [c] (c)    | [k] (k, q) | [q] (q)   | [ʔ] (k)   |
| Occl.         | sonores       | [b] (b)   | [d] (d)     | [ ɟ] (j)   | [g] (g)    |           |           |
| Fric.         | sourdes       | [f] (f)   | [s] (s)     | [ ʃ ] (sy) |            |           | [h] (h)   |
| Fric.         | sonores       | [v] (v)   | [z] (z)     |            |            |           |           |
| Spirantes     | Spirantes     |           | [l] (l)     | [ j] (y)   | [w] (w)    |           |           |
| Roulées       | Roulées       |           | [r] (r)     |            |            |           |           |

- L'alphabet acehnais comporte aussi la lettre ‹ x › prononcée [ks].